# Municipio de Scranton (Iowa)
El municipio de Scranton (en inglés: Scranton Township) es un municipio ubicado en el condado de Greene en el estado estadounidense de Iowa. En el año 2010 tenía una población de 707 habitantes y una densidad poblacional de 7,85 personas por km².

## Geografía
El municipio de Scranton se encuentra ubicado en las coordenadas 41°58′44″N 94°34′51″O / 41.97889, -94.58083. Según la Oficina del Censo de los Estados Unidos, el municipio tiene una superficie total de 90.05 km², de la cual 89,47 km² corresponden a tierra firme y (0,65 %) 0,58 km² es agua.

## Demografía
Según el censo de 2010, había 707 personas residiendo en el municipio de Scranton. La densidad de población era de 7,85 hab./km². De los 707 habitantes, el municipio de Scranton estaba compuesto por el 97,17 % blancos, el 0,14 % eran isleños del Pacífico, el 2,12 % eran de otras razas y el 0,57 % eran de una mezcla de razas. Del total de la población el 2,26 % eran hispanos o latinos de cualquier raza.